# Longueil (Seine-Maritime)
Longueil település Franciaországban, Seine-Maritime megyében. Lakosainak száma 508 fő (2022. január 1.). Longueil Le Bourg-Dun, Ouville-la-Rivière, Quiberville-sur-Mer, Saint-Denis-d’Aclon, Sainte-Marguerite-sur-Mer és Varengeville-sur-Mer községekkel határos.

## Népesség
A település népességének változása:
| Lakosok száma | 581  | 570  | 576  | 561  | 561  | 561  | 543  | 526  | 508  |
|               | 2013 | 2015 | 2016 | 2017 | 2018 | 2019 | 2020 | 2021 | 2022 |